# Pleistodontes regalis
Pleistodontes regalis är en stekelart som beskrevs av Grandi 1952. Pleistodontes regalis ingår i släktet Pleistodontes och familjen fikonsteklar. Inga underarter finns listade i Catalogue of Life.